# Albrecht von Hancke
Albrecht von Hancke (* 7. Mai 1924 in Breslau; † 8. Mai 2017 in Karlsruhe) war ein deutscher Maler und Zeichner und Professor der Staatlichen Akademie der Bildenden Künste in Karlsruhe.

## Leben
Von Hancke wuchs als Sohn eines Landwirts in Prauss und Peilau auf. Er leistete von 1941 bis 1946 seinen Militärdienst, bei dem er ein Augenlicht verlor, und kam in Kriegsgefangenschaft. Von 1948 bis 1953 studierte er an der Akademie der Bildenden Künste in München bei Willi Geiger, Franz Nagel und Ernst Geitlinger. 1963 wurde er als Leiter einer Zeichenklasse an die Staatliche Akademie der Bildenden Künste nach Karlsruhe berufen und 1964 dort zum Professor ernannt. Zu seinen Schülern zählte der Maler, Bildhauer und Autor Herbert Wetterauer. Von Hancke lehrte bis zu seiner Emeritierung 1984. Er lebte in Karlsruhe (Baden-Württemberg).
Im Zentrum des Werkes von Hanckes steht der Akt, wobei es die Fragwürdigkeit der menschlichen Existenz durch Betonung des Morbiden, der Hinfälligkeit und Hässlichkeit in der Körperdarstellung thematisiert.
Albrecht von Hancke war Mitglied im Deutschen Künstlerbund, in der Neuen Gruppe in München sowie im Künstlerbund Baden-Württemberg.

## Auszeichnungen
- 1959: Stipendiat Villa Massimo, Rom
- 1959: Förderpreis für Bildende Kunst der Landeshauptstadt München
- 1981: Defet-Preis des Deutschen Künstlerbundes
- 1988: Lovis-Corinth-Preis
- 1995: Hans-Thoma-Preis

## Ausstellungen (Auswahl)
- Seit 1954: Neue Gruppe, München
- 1964: Internationale der Zeichnung, Darmstadt
- 1965: Galerie Stangel München
- 1974: Deutsche Zeichner, Staatliche Kunsthalle Baden-Baden
- 1988: Ostdeutsche Galerie, Regensburg[1]
- 1988: 36. Jahresausstellung des Deutschen Künstlerbundes, Stuttgart[3]
- 1994: Olaf-Gulbransson-Museum Tegernsee